# Jason Mitchell
Jason Mitchell (New Orleans, 5 gennaio 1987) è un attore statunitense diventato celebre per avere interpretato il rapper Eazy-E nel film del 2015 sul gruppo hip hop N.W.A. Straight Outta Compton, nonché per i ruoli di Glenn Mills in Kong: Skull Island, Carl Cooper in Detroit e Ronsel Jackson in Mudbound.

## Carriera
Ha debuttato nel 2011 nel film Le paludi della morte di Ami Canaan Mann, in cui ha avuto un ruolo minore. Successivamente Mitchell ha recitato nei film Contraband e Broken City, entrambi al fianco di Mark Wahlberg. Nel 2015 ha recitato nei panni di Eazy-E, rapper di Compton fondatore dei N.W.A., nel film biografico Straight Outta Compton, regalando un'interpretazione molto apprezzata dal pubblico e dalla critica. Nell'agosto del 2015 la rivista Variety lo ha incluso tra i 10 attori da tenere d'occhio, una lista che annualmente cita gli attori emergenti più promettenti dell'anno.
Nel 2017 ha fatto parte del cast di film come Barry, Mudbound, Kong: Skull Island, The Disaster Artist e Detroit; in quest'ultimo film (diretto da un'acclamata regista come Kathryn Bigelow) interpreta Carl Cooper, ragazzo ucciso a Detroit durante gli scontri del 1967. Ha poi interpretato il ruolo di Brandon Johnson nella serie TV The Chi.

## Filmografia

### Cinema
- Le paludi della morte (Texas Killing Fields), regia di Ami Canaan Mann (2011)
- Contraband, regia di Baltasar Kormákur (2012)
- Gli occhi del dragone (Dragon Eyes), regia di John Hyams (2012)
- Broken City, regia di Allen Hughes (2013)
- Straight Outta Compton, regia di F. Gary Gray (2015)
- Vincent N Roxxy, regia di Gary Michael Schultz (2016)
- Keanu, regia di Peter Atencio (2016)
- Barry, regia di Vikram Gandhi (2016)
- Mudbound, regia di Dee Rees (2017)
- Kong: Skull Island, regia di Jordan Vogt-Roberts (2017)
- The Disaster Artist, regia di James Franco (2017)
- Detroit, regia di Kathryn Bigelow (2017)
- Tyrel, regia di Sebastián Silva (2018)
- Superfly, regia di Director X (2018)
- The Mustang, regia di Laure de Clermont-Tonnerre (2019)
- Zola, regia di Janicza Bravo (2020)
- For the Love of Money, regia di Leslie Small (2021)

### Televisione
- Major Crimes – serie TV, episodio 4x05 (2015)
- Philip K. Dick's Electric Dreams – serie TV, episodio 1x07 (2017)
- Freedom Fighters: The Ray - serie TV 5 episodi (2017) (doppiatore)
- The Chi - serie TV, 20 episodi (2018-2019)

## Doppiatori italiani
Nelle versioni in italiano delle opere in cui ha recitato, Jason Mitchell è stato doppiato da:
- Flavio Aquilone in Straight Outta Compton, Superfly, The Mustang
- Simone Crisari in Major Crimes, Detroit
- Luca Ghignone in Barry
- Alessio Nissolino in Mudbound
- Gianluca Crisafi in Kong: Skull Island
- Paolo Vivio in Philip K. Dick's Electric Dreams
- Alessandro Capra in The Chi

## Riconoscimenti
- 2015 – Hollywood Film Awards[5]
  - Miglior cast rivelazione per Straight Outta Compton